# Van der Goude

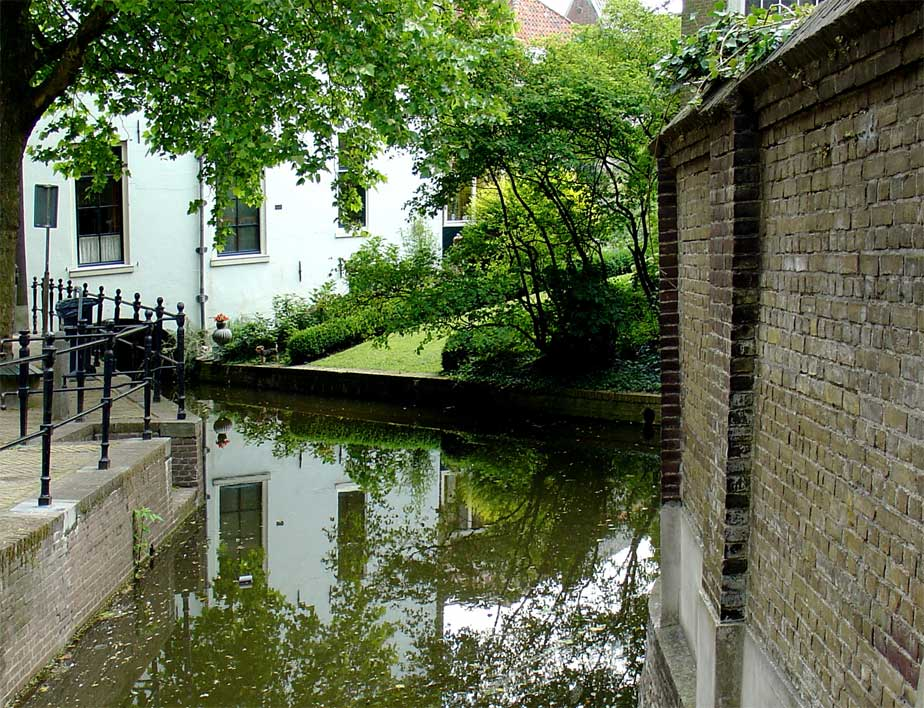
Het gebied waar de 'motte' van de Van der Goudes moet hebben gelegen

Van der Goude was een middeleeuws adellijk geslacht; de heren Van der Goude stonden tevens aan de bakermat van een nederzetting die uiteindelijk zou uitgroeien tot de stad Gouda.
De van der Goudes waren tot 1296 heer en meester in Gouda. Waarschijnlijk raakten zij in dat jaar zijdelings betrokken bij de moord op Graaf Floris V en werden zij daarna van hun macht ontheven. De motte en hofstede die zij hadden gebouwd werden voor 1300 afgebroken, waarschijnlijk op last van de graaf van Holland, omdat de Van der Goudes partij hadden getrokken tegen Floris V en mede verantwoordelijk werden geacht voor de moord op hem. Maar volgens Conrad Busken Huet bracht Sofia, de laatste erfdochter der Van der Goude's de burcht in 1280 mee ten huwelijk met Jan van Renesse.
Na de moord op Floris V († 1296) werd Jan van Renesse door Eduard I van Engeland samen met Wolfert I van Borselen als regent aangesteld voor de jonge Jan I van Holland, die aan het hof van de Engelse koning was opgegroeid en was getrouwd met diens dochter Elizabeth.
Wolfert van Borsele benoemde Jan van Renesse, door zijn huwelijk al heer van Gouda, tot baljuw van Zuid-Holland, wellicht om in Zeeland het rijk alleen te hebben. De jonge graaf hield hij in de burcht Haamstede in zijn macht. In 1297 raakten de twee regenten in onmin, wat leidde tot de Slag bij Vronen. Hierbij had Jan III van Renesse de leiding, maar werd omsingeld en daarop verbannen uit Holland. Hij verloor zijn bezittingen aan Witte van Haamstede, bastaardzoon van graaf Floris V van Holland. Hij zal het zijn die de motte van Gouda heeft laten afbreken.
In de volgende eeuwen bekleedden Van der Goude's uit de zijlinies in Gouda de ambten van Schepen en van Schout.
Wanneer hun motte (een versterkt huis, omgeven door een ringmuur op een kunstmatige heuvel) precies is gebouwd is niet bekend. Waarschijnlijk wel voor 1243, het jaar waarin zij voor het eerst worden genoemd in de Goudse archieven. Deze motte lag op de plaats van de huidige Molenwerf. In de directe omgeving ervan heeft waarschijnlijk ook hun hofstede gelegen (in de buurt van de huidige Patersteeg). Uit archeologische vondsten zoals stukken aardewerk van omstreeks 1200 en verguld koperen metaalresten kon men afleiden dat de bewoners van goede stand waren, wat zou kunnen wijzen in de richting van de Van der Goudes. Vlak daarbij werd een privé-kapel gebouwd die uiteindelijk zou uitgroeien tot de Sint-Janskerk. Deze kapel was omringd met een kleine gracht. In de huidige kerk, aan de kant van de toren zijn nog steeds o.a. zuilen te zien van haar oude voorganger.
Na 1300 werd er op de plaats van de motte een getijdenmolen gebouwd en met het puin werd een wat oostelijker gelegen terrein opgehoogd. De Molenwerf vormde aanvankelijk de inrit vanaf de Oosthaven naar deze molen. De oude gracht die om de motte heen lag is nog altijd te zien. De Molenwerf heeft twee bruggen van waar men over de smalle gracht kan zien. Over een deel van de gracht is het huidige Museum Gouda, het voormalig Catharina Gasthuis, gebouwd. Het eilandje, waarop de 'motte' heeft gelegen heeft een diameter van ongeveer 60 meter.